# Майор Ореха, Хайме
Ха́йме Майо́р Оре́ха (исп. Jaime Mayor Oreja; род. 12 июля 1951, Сан-Себастьян) — испанский политик, член Народной партии Испании и депутат Европейского парламента с 2004 года. Депутат испанского парламента нескольких созывов. Министр внутренних дел Испании в 1996—2001 годах в правительстве Хосе Марии Аснара.

## Биография
Хайме Майор Ореха родом из семьи баскских предпринимателей и политиков. Его дед Марселино Ореха Элосеги в 1930-е годы был депутатом кортесов от карлистской партии, несколько его двоюродных дедушек во времена франкистского режима заседали в кортесах. Хайме Майор Ореха приходится племянником испанскому политику, министру иностранных дел Испании и европейскому комиссару по энергетике и транспорту Марселино Орехе Агирре.
После обучения агрономии Хайме Майор Ореха вступил в 1977 году в Союз демократического центра и возглавил партию в провинции Гипускоа. В 1980 году был избран в региональный парламент Страны Басков, а спустя несколько месяцев стал преемником своего дяди в испанском парламенте. После развала партии Майор Ореха вступил в 1982 году в христианско-демократическую Народно-демократическую партию и от неё избирался в баскский парламент в 1984 году. После роспуска этой партии в 1986 году Майор Ореха заявил об уходе из политики.
В 1989 году Майор Ореха вернулся в политику и по поручению лидера оппозиции Хосе Марии Аснара занялся партийным строительством региональной организации Народной партии в Стране Басков. Хайме Майор Ореха руководил избирательной кампанией Народной партии на выборах в Европарламент 1989 года и в том же году был избран в Конгресс депутатов. Спустя год он сложил депутатские полномочия, чтобы выступить кандидатом от Народной партии на выборах в баскский парламент, депутатом которого Майор Ореха впоследствии оставался до 1996 года. В 1996 году на съезде партии Майор Ореха был избран заместителем генерального секретаря и на парламентских выборах 1996 года прошёл в Конгресс депутатов.
После победы Народной партии на выборах 1996 года Майор Ореха получил в правительстве Аснара портфель министра внутренних дел. Спустя несколько недель баскская террористическая организация ETA предложила перемирие и потребовала от испанского правительства взять на себя инициативу в политическом решении баскского конфликта. Майор Ореха отверг это предложение, назвав его «ловушкой перемирия» и посчитав, что ETA использует передышку на переговорах для перевооружения.
16 сентября 1998 года ETA ещё раз заявила о перемирии, которое было заключено после нескольких встреч между представителями организации и испанского правительства. И в этот раз Майор Ореха отозвался скептически по поводу результатов переговоров и оказался прав, поскольку ETA нарушила своё «безграничное» перемирие в ноябре 1999 года. В 2001 году Майор Ореха ушёл с поста министра внутренних дел, чтобы вновь участвовать в выборах в баскский парламент. На должности в испанском правительстве его сменил Мариано Рахой.
В 2004 году Майор Ореха рассматривался в качестве преемника Хосе Марии Аснара на посту председателя Народной партии, но в последний момент им стал Мариано Рахой. Майор Ореха выступил в 2004 году номером один в списке Народной партии на выборах в Европарламент 2004 года и получил пост заместителя председателя фракции христианских демократов и консерваторов Европейской народной партии. Майор Ореха возглавлял избирательный список Народной партии и на выборах в Европейский парламент в 2009 году.